# 신차평가제도

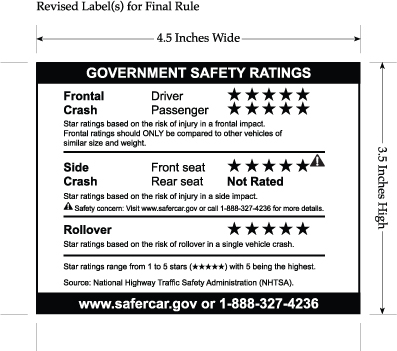
적어도 하나의 NCAP 스타 등급을 받은 차량용 소비자 정보 레이블

신차평가제도(新車評價制度, New Car Assessment Program)는 다양한 안전 위협에 대한 성능에 대해 신차의 설계를 평가하는 정부 주도 자동차 안전 프로그램이다. 유로 NCAP 등의 각기 다른 NCAP 단체들이 존재한다.

## 역사
최초의 NCAP은 1979년 미국 고속도로교통안전국에 의해 설립되었다. 이 프로그램은 더 안전한 차량을 만들고 소비자들이 이를 구매할 수 있도록 장려하기 위해 1972년 법안(Title II of the Motor Vehicle Information and Cost Savings Act of 1972)에 대응하여 설립되었다. 시간이 지남에 따라 이 기관은 여러 등급의 프로그램을 추가하고 테스트 결과의 접근을 용이하게 만들며 소비자들이 이해하기 더 쉽도록 정보 포맷을 개정하는 등 프로그램 개선을 하였다.
최초로 표준화된 35 mph 전면 충돌 테스트는 1979년 5월 21일 이루어졌으며 최초의 결과는 그 해 10월 15일에 공개되었다.